# Álcool 3-iodobenzílico
Álcool 3-iodobenzílico, álcool m-iodobenzílico ou álcool meta-iodobenzílico é o composto orgânico com a fórmula molecular C7H7IO e massa molar 234,04 g·mol−1.
É um dos isômeros álcool iodobenzílico.
É uma substância sensível à luz.